# Saint-Malo
Saint-Malo (în bretonă Sant-Maloù) este un oraș în vestul Franței, sub-prefectură a departamentului Ille-et-Vilaine din Bretania, port la Marea Mânecii.
Personajul Pierre Vaillant, francezul fictiv, inginer și prieten al românului Anton Lupan, ambii personaje esențiale ale  romanului Toate pânzele sus! de Radu Tudoran, era originar din acest oraș francez. 